# Franz Otto (Braunschweig-Lüneburg)
Franz Otto, Herzog zu Braunschweig-Lüneburg (* 20. Juni 1530; † 29. April 1559) war von 1555 bis 1559 Fürst von Lüneburg.

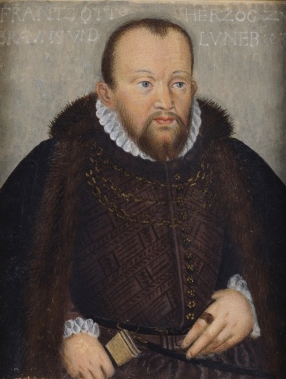
Franz Otto (Braunschweig-Lüneburg)

## Leben
Als Franz Otto 1555 die Regierungsverantwortung übernahm, musste er der seit dem Tod des Vaters 1546 regierenden Interimsregierung die Einhaltung zahlreicher Auflagen zusichern. Seine Regierungszeit war vor allem von der auf dem Fürstentum lastenden Schuldenlast geprägt. Im Jahre 1559 heiratete er Elisabeth Magdalene von Brandenburg, starb jedoch noch im selben Jahr an den Blattern. Die Ehe blieb kinderlos.
Franz Otto wurde in der Fürstengruft in der Stadtkirche St. Marien in Celle beigesetzt.